# Henry G. Chiles junior

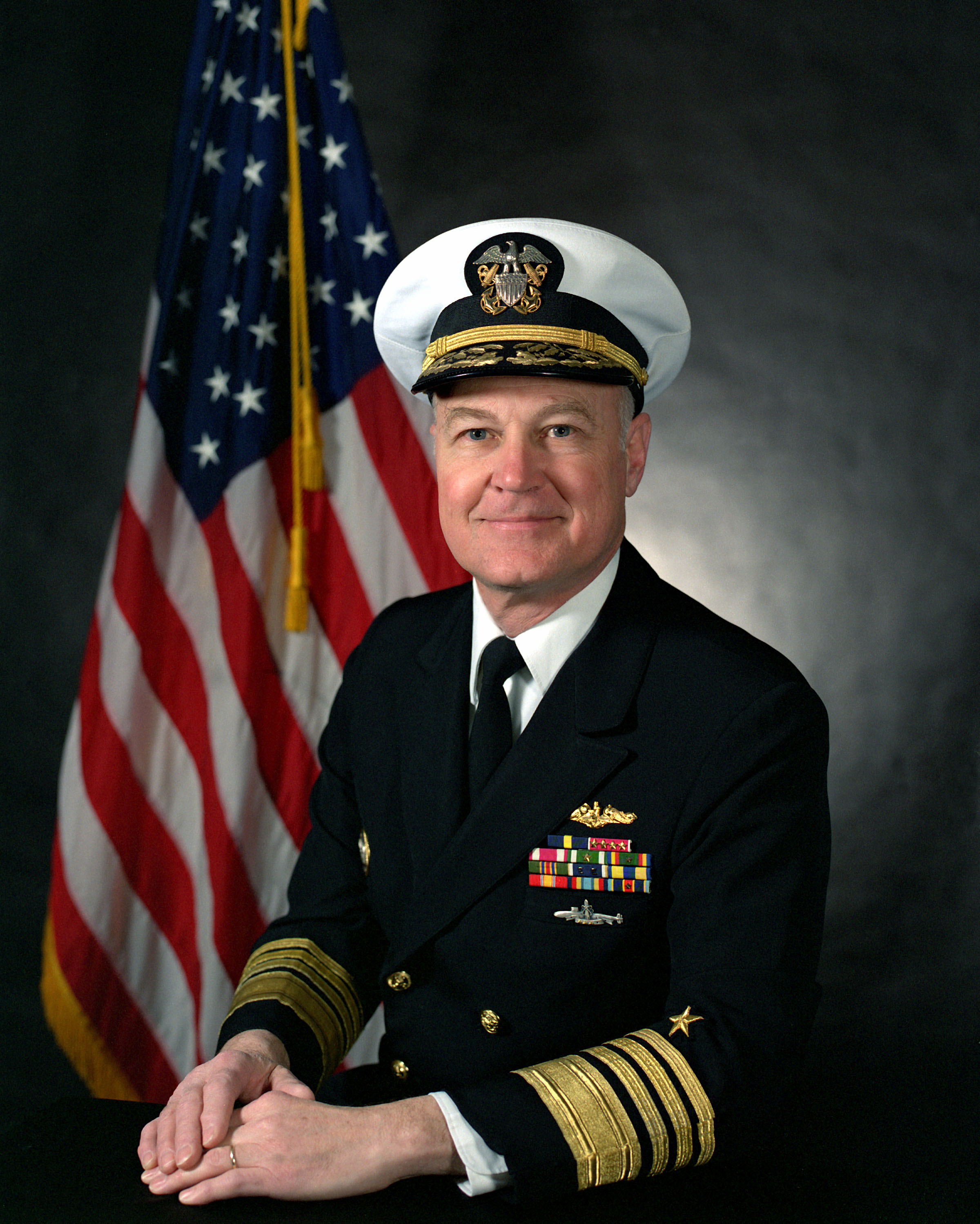
Henry G. Chiles Jr.

Henry Goodman Chiles Jr. (* 5. Januar 1938 in Baltimore, Maryland) ist ein pensionierter Admiral der United States Navy. Er war unter anderem Kommandeur des United States Strategic Command (USSTRATCOM).

## Leben
Im Jahr 1960 absolvierte er die United States Naval Academy in Annapolis in Maryland. In der US-Marine durchlief er anschließend alle Offiziersränge bis zum Admiral.
Im Lauf seiner militärischen Karriere absolvierte er verschiedene Kurse und Schulungen. Dazu gehörten unter anderem die U.S. Naval Submarine School in Groton in Connecticut und die Naval Nuclear Power Training Unit in Schenectady im Bundesstaat New York. Außerdem erhielt er einen akademischen Grad vom Keble College der University of Oxford.
Henry Chiles verbrachte einen großen Teil seiner militärischen Laufbahn in der US-Navy bei und an Bord von nuklearbetriebenen U-Booten. Er diente in unterschiedlichen Funktionen auf verschiedenen U-Booten und stieg dabei auf der Rangleiter immer weiter auf. Zwischenzeitlich gehörte er zum Stab des Kommandeurs der United States Pacific Fleet, wo er als Berater für U-Bootangelegenheiten tätig war.
Zwischen 1976 und 1979 war er Kapitän des U-Bootes USS Gurnard. Danach war er bis zum Jahr 1983 Verbindungsoffizier der Marine beim Naval Nuclear Propulsion Program des Energieministeriums. Anschließend erhielt er das Kommando über die Submarine Squadron 3, die in Pearl Harbor in Hawaii stationiert war und der Pazifikflotte unterstand. Diese Aufgabe erfüllte er bis zum Juli 1985. Danach übernahm er für kurze Zeit in San Diego die Leitung des Naval Training Centers.
In der Folge wurde Henry Chiles zum Stab des Chief of Naval Operations versetzt. Dort gehörte er bis zum Jahr 1987 der für U-Boot-Operationen zuständigen Stabsabteilung an (Director, Strategic Submarine Division). Danach kommandierte er bis zum Dezember 1990 die Submarine Group Eight, die der atlantischen Flotte unterstand. Gleichzeitig kommandierte er die U-Booteinheiten der NATO im Mittelmeerraum. Danach erhielt er den Oberbefehl über alle U-Booteinheiten der amerikanischen Atlantik-Flotte und der NATO. (Commander Submarines U.S. Atlantic Fleet (COMSUBLANT), as well as NATO’s Commander Allied Submarines Atlantic). Diese Aufgaben übte er bis zum September 1993 aus.
Seine nächste Mission führte ihn zur Offutt Air Force Base in Nebraska. Dort wurde er stellvertretender Kommandeur und Stabschef des United States Strategic Commands. Am 14. Februar 1994 erhielt er dort als Nachfolger des Air Force Generals George Lee Butler und als erster Marineoffizier die Befehlsgewalt über dieses strategische Kommando. Dieses Amt hatte er bis zum 26. Februar 1996 inne, als der Luftwaffengeneral Eugene E. Habiger seine Nachfolge antrat. Anschließend schied er aus dem aktiven Militärdienst aus.
Nach seiner Pensionierung wurde er Mitglied zahlreicher Vereinigungen und Stiftungen. Dazu gehörten unter anderem die National Military Family Association (NNFA), die Dolphin Scholarship Foundation und das National Nuclear Security Administration Advisory Committee, dessen Vorsitz er für einige Zeit innehatte. Für einige Zeit war er auch Lehrer an der Marineakademie.

## Orden und Auszeichnungen
Henry Chiles Jr. erhielt im Lauf seiner militärischen Laufbahn unter anderem folgende Auszeichnungen:
- Navy Distinguished Service Medal
- Legion of Merit
- Meritorious Service Medal
- Navy Commendation Medal
- Navy Unit Commendation
- Meritorious Unit Commendation
- Navy Expeditionary Medal
- National Defense Service Medal